# Mīnārabīn
Mīnārabīn är en ort i Iran.   Den ligger i provinsen Gilan, i den nordvästra delen av landet, 300 km nordväst om huvudstaden Teheran. Mīnārabīn ligger 36 meter över havet och antalet invånare är 273.
Terrängen runt Mīnārabīn är platt åt nordost, men åt sydväst är den kuperad. Runt Mīnārabīn är det ganska glesbefolkat, med 45 invånare per kvadratkilometer. Närmaste större samhälle är Hashtpar, 2,9 km väster om Mīnārabīn. Trakten runt Mīnārabīn består till största delen av jordbruksmark.